# Pieter Marie Montijn

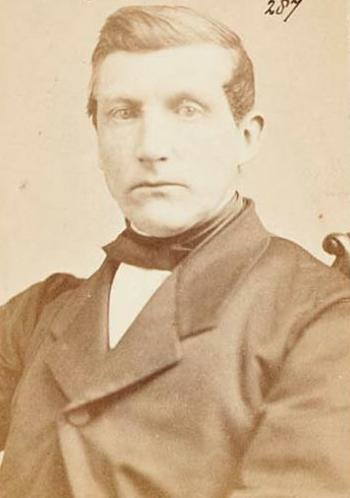
P.M. Montijn

Pieter Marie Montijn (Oudewater, 16 september 1822 − Gouda, 7 april 1911) was een Nederlands burgemeester.

## Biografie
Montijn was een lid van het Nederland's Patriciaatsgeslacht Montijn en een zoon van burgemeester Adriaan Maarten Montijn (1792-1864) en Neeltje van der Stok (1788-1876); ook zijn broer Johannes Justus Montijn (1819-1848) was burgemeester. Hij trouwde in 1854 met Wilhelmina Petronella van Rouveroy van Nieuwaal (1824-1899) met wie hij tien kinderen kreeg. In 1846 volgde hij zijn vader op als burgemeester en secretaris van Oukoop en tevens als secretaris van Papekop waar zijn vader burgemeester bleef. In 1850 werd hij daarnaast burgemeester van Lange Ruige Weide (wat hij bleef tot 1861) en combineerde dat vanaf 1852 met het burgemeestersambt van Hekendorp, en Papekop. In 1857 ging Oukoop op in de gemeente Hekendorp en in 1861 legde hij zijn burgemeestersambten neer om vervolgens notaris te Gouda te worden, een ambt dat hij tot 1897 bekleedde. Daarnaast was hij (met zijn vader) medeoprichter in 1850 en mededirecteur van de Nederlandse Brandwaarborgmij. Voor Roerende Goederen Enkel Van Landbouwers En Veehouders Onderling.
- Biografisch Portaal: 83132947
- International Standard Name Identifier: 0000 0003 9535 9237
- Nederlandse Thesaurus van Auteursnamen: 146930452
- Virtual International Authority File: 290065621
- WorldCat: E39PBJcR7M7kGY9x8JxQfMJYyd